# Hurtigheim
Hurtigheim es una localidad y  comuna francesa situada en el departamento de Bajo Rin, en la región de Alsacia. Tiene una población de 450 habitantes (según censo de 1999) y una densidad de 97 h/km².
| 398 | 405 | 394 | 373 | 367 | 450 |
| Para los censos de 1962 a 1999 la población legal corresponde a la población sin duplicidades (Fuente: INSEE [Consultar]) |     |     |     |     |     |